# Wurzbach
Wurzbach település Németországban, azon belül Türingiában. Lakosainak száma 2940 fő (2023. december 31.).

## Népesség
A település népességének változása:
| Lakosok száma | 3225 | 3159 | 3098 | 2956 | 2996 | 2940 |
|               | 2013 | 2017 | 2019 | 2021 | 2022 | 2023 |